# Carl Braun (komponist)
 Der er flere personer med dette navn, se Carl Braun.
Carl Anton Philipp Braun (født 26. december 1788 i Ludwigslust, Mecklenburg-Schwerin, død 11. juni 1835 i Rommehed, Sverige) var en tyskfødt oboist og komponist i dansk og svensk tjeneste, bror til Wilhelm Theodor Johannes Braun.

## Karriere
Braun kom fra en stor musikerfamilie og var søn af Johann Friedrich Braun og Louise Friederika Ulrika Kunzen. Han blev volontør ved hofkapellet i Ludwigsburg 1805 og blev ansat som oboist i Det Kongelige Kapel i 1807 på foranledning af sin onkel, F.L.Æ. Kunzen. Fra 1811 til 1813 var Braun på koncertrejse i Tyskland.
Men dengang kunne en kgl. kapelmusikus dårligt forsørge sin familie uden ekstraindtægter. Det var lykkedes for syngemestereren Édouard du Puy at flygte til Sverige og få en fin karriere i Stockholm, og Braun fulgte i hans fodspor. Braun havde været ansat ved hoffet i Ludwigslust, hvor du Puy også havde haft stilling, og hvor også Philip Seydler havde været ansat. 
I juni 1815 fik Braun orlov til at tage på familiebesøg i Ludwigslust, men drog i stedet direkte til Stockholm. I et brev fra Stockholm kunne Kapellets chef Adam Wilhelm Hauch fra den flygtede Braun erfare, at oboisten kun ville vende tilbage, hvis han kunne oppebære samme gage som i Stockholm: 750 Rigsdaler. Kravet blev pure afvist og Braun afskediget.
Braun havde i Kapellet stået i skyggen af den feterede Christian Samuel Barth, men i Stockholm fik han straks ansættelse som solooboist i Kungliga Hovkapellet hos du Puy. Han forblev i Sverige, giftede sig og var med til at skabe den kendte svenske obotradition. Han blev i 1819 medlem af Kungliga Musikaliska Akademien.

## Værker
Braun har komponeret musik både for orkester, obo og fløjte. Han har komponeret seks symfonier, en del kammermusik og lidt vokalmusik. Dertil kommer musik til Axel og Valborg og Wallensteins død.
For obo har han bl.a. skrevet en Sonate, 18 kapricer og en Potpourri for oboe og klaver, Op.5.
For fløjte har han bl.a. skrevet to Duetter for to fløjter (Lose, København), Sonate for fløjte (eller obo) og klaver (Breitkopf & Härtel), Kvartet, opus 1, for to fløjter og to valdhorn (Peters), to Kvartetter for fløjte, obo, horn (eller bassethorn) og fagot (Peters 1829) samt en Fløjtekoncert, opus 2, i F-Dur (Peters 1818).